# Chiswick

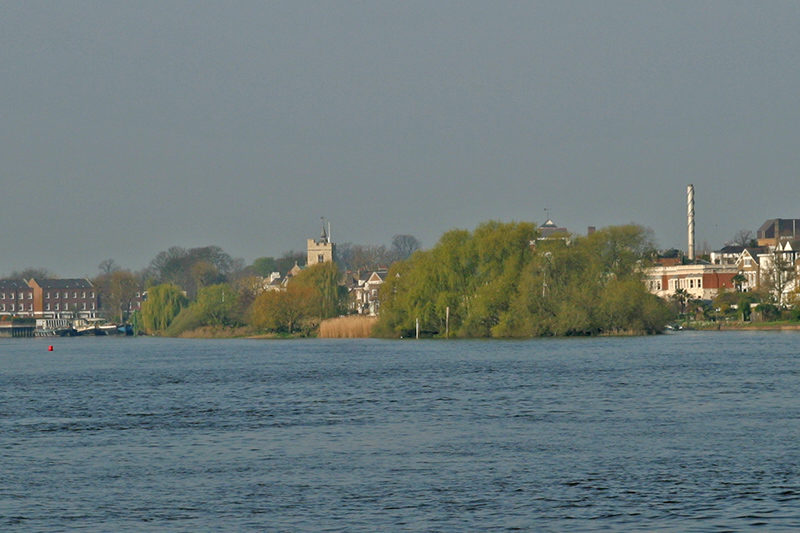
Vy över delar av Chiswick sedd över Themsen.

Chiswick [ˈtʃɪzɪk] är en stadsdel i London. Större delen av stadsdelen ligger i London Borough of Hounslow medan en mindre del tillhör London Borough of Ealing.